# Commonwealth Bank Tournament of Champions 2010
Tenisový turnaj WTA Commonwealth Bank Tournament of Champions 2010 se konal ve dnech 4.-7. listopadu na indonéském Bali v hale na tvrdém povrchu. Druhý ročník měl odlišný formát od premiérového, který byl hrán v roce 2009. Jednalo se o vyřazovací systém – pavouk. Odměny činily 600 000 USD.
Turnaje konaného pouze ve dvouhře se účastnilo osm hráček (včetně dvou startujících na divokou kartu). Prvních šest tenistek si účast zajistilo tak, že muselo splňovat dvě kritéria. Nastoupit mohly nejvýše postavené hráčky na singlovém žebříčku WTA v pondělní aktualizaci v týden startu turnaje, které se neprobojovaly do Turnaje mistryň. Druhou podmínkou byla výhra ve dvouhře na některém z turnajů kategorie WTA International Tournaments v aktuální sezóně WTA Tour 2010. Divoké karty obdržely Japonka Kimiko Dateová a Slovenka Daniela Hantuchová.

## Účastnice turnaje

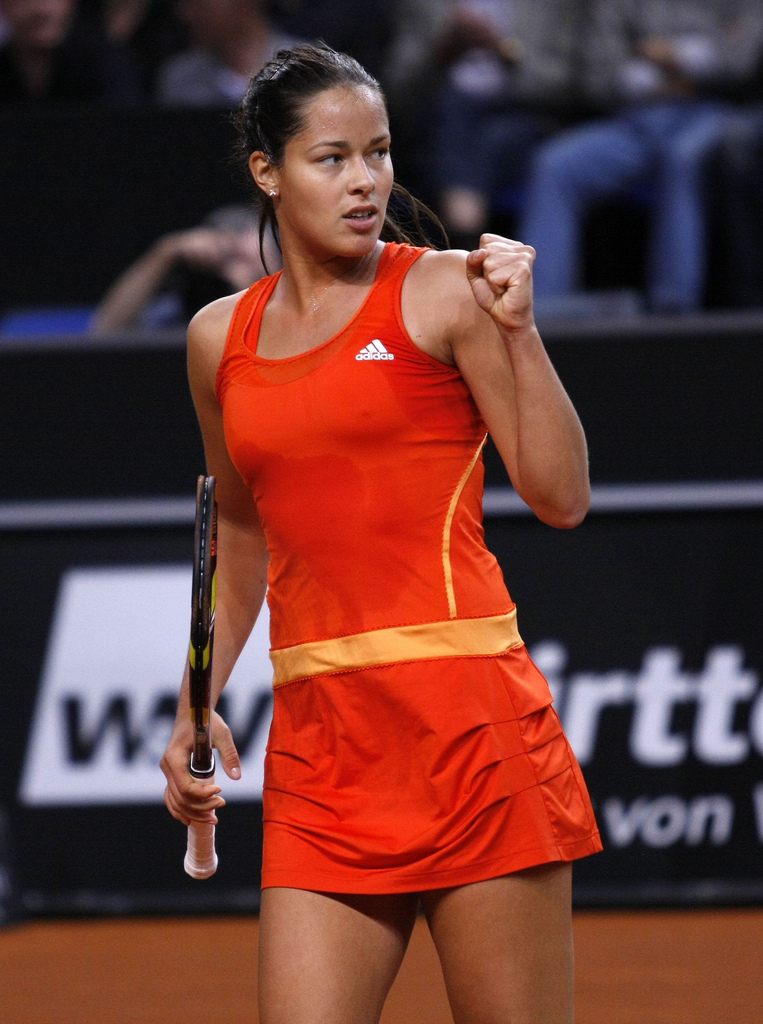
Ana Ivanovićová – vítězka turnaje.

| Č. | Tenistka                   | Žebříček | Vyhrané turnaje    |
| 1. | Li Na                      | 11.      | Birmingham         |
| 2. | Aravane Rezaïová           | 18.      | Båstad             |
| 3. | Anastasija Pavljučenkovová | 20.      | Monterrey, Stambuł |
| 4. | Yanina Wickmayerová        | 22.      | Auckland           |
| 5. | Ana Ivanovićová            | 24.      | Linec              |
| 6. | Alisa Klejbanovová         | 27.      | Kuala Lumpur, Soul |
| 7. | Daniela Hantuchová         | 31.      | Divoká karta       |
| 8. | Kimiko Dateová             | 53.      | Divoká karta       |

## Vzájemné zápasy[2]
|                            | Na Li | Rezaï | Pavljučenková | Wickmayer | Ivanović | Klejbanová | Hantuchová | Dateová | Celkově | YTD V-P |
| -------------------------- | ----- | ----- | ------------- | --------- | -------- | ---------- | ---------- | ------- | ------- | ------- |
| Li Na                      |       | 2–0   | 0–1           | 0–1       | 1–0      | 1–0        | 2–2        | 0–0     | 6–4     | 36–19   |
| Aravane Rezaïová           | 0–2   |       | 1–2           | 0–1       | 0–2      | 2–4        | 0–1        | 0–0     | 3–12    | 36–24   |
| Anastasija Pavljučenkovová | 1–0   | 2–1   |               | 1–0       | 0–2      | 1–1        | 4–1        | 0–1     | 9–6     | 40–21   |
| Yanina Wickmayerová        | 1–0   | 1–0   | 0–1           |           | 0–0      | 1–1        | 0–4        | 2–0     | 5–6     | 43–20   |
| Ana Ivanovićová            | 0–1   | 2–0   | 2–0           | 0–0       |          | 3–3        | 3–1        | 0–0     | 10–5    | 30–20   |
| Alisa Klejbanovová         | 0–1   | 4–2   | 1–1           | 1–1       | 3–3      |            | 1–1        | 0–1     | 10–10   | 31–23   |
| Daniela Hantuchová         | 2–2   | 1–0   | 1–4           | 4–0       | 1–3      | 1–1        |            | 0–2     | 10–12   | 34–23   |
| Kimiko Dateová             | 0–0   | 0–0   | 1–0           | 0–2       | 0–0      | 1–0        | 2–0        |         | 4–2     | 25–18   |

## Body a odměny
Celkově odměny činily 600 000 amerických dolarů.
| Umístění        | Odměny   | Body |
| --------------- | -------- | ---- |
| Vítězka         | $210 000 | 375  |
| Finalistka      | $120 000 | 255  |
| 3. místo        | $70 000  | 180  |
| 4. místo        | $60 000* | 165  |
| Čtvrtfinalistky | $35 000  | 75   |

- $50 000 je standardní odměna 4. místa

## Pavouk
|  | Čtvrtfinále | Čtvrtfinále                | Čtvrtfinále        | Čtvrtfinále        | Čtvrtfinále |    |                    | Semifinále     | Semifinále       | Semifinále       | Semifinále       | Semifinále       |                  |  | Finále | Finále             | Finále | Finále | Finále |
|  |             |                            |                    |                    |             |    |                    |                |                  |                  |                  |                  |                  |  |        |                    |        |        |        |
|  | 1           | Li Na                      | 4                  | 6                  | 4           |    |                    |                |                  |                  |                  |                  |                  |  |        |                    |        |        |        |
|  | WC          | Kimiko Dateová             | 6                  | 3                  | 6           |    |                    |                |                  |                  |                  |                  |                  |  |        |                    |        |        |        |
|  | WC          | Kimiko Dateová             | 6                  | 3                  | 6           |    | WC                 | Kimiko Dateová | 5                | 7                | 2                |                  |                  |  |        |                    |        |        |        |
|  |             |                            |                    |                    |             |    | WC                 | Kimiko Dateová | 5                | 7                | 2                |                  |                  |  |        |                    |        |        |        |
|  |             |                            | Ana Ivanovićová    | 7                  | 65          | 6  |                    |                |                  |                  |                  |                  |                  |  |        |                    |        |        |        |
|  | 3           | Anastasija Pavljučenkovová | Ana Ivanovićová    | 7                  | 65          | 6  | 0                  | 1              |                  |                  |                  |                  |                  |  |        |                    |        |        |        |
|  | 3           | Anastasija Pavljučenkovová |                    |                    |             |    | 0                  | 1              |                  |                  |                  |                  |                  |  |        |                    |        |        |        |
|  |             | Ana Ivanovićová            | 6                  | 6                  |             |    |                    |                |                  |                  |                  |                  |                  |  |        |                    |        |        |        |
|  |             |                            |                    |                    |             |    |                    |                |                  |                  |                  |                  |                  |  |        | Ana Ivanovićová    | 6      | 7      |        |
|  |             |                            |                    | Alisa Klejbanovová | 2           | 65 |                    |                |                  |                  |                  |                  |                  |  |        |                    |        |        |        |
|  | WC          | Daniela Hantuchová         | 6                  | 7                  |             |    |                    |                |                  |                  |                  |                  |                  |  |        |                    |        |        |        |
|  | 4           | Yanina Wickmayerová        | 4                  | 65                 |             |    |                    |                |                  |                  |                  |                  |                  |  |        |                    |        |        |        |
|  | 4           | Yanina Wickmayerová        | 4                  | 65                 |             | WC | Daniela Hantuchová | 3              | 1                |                  |                  |                  |                  |  |        |                    |        |        |        |
|  |             |                            |                    |                    |             |    | Daniela Hantuchová | 3              | 1                |                  |                  |                  |                  |  |        |                    |        |        |        |
|  |             |                            | Alisa Klejbanovová | 6                  | 6           |    |                    |                | Zápas o 3. místo | Zápas o 3. místo | Zápas o 3. místo | Zápas o 3. místo | Zápas o 3. místo |  |        |                    |        |        |        |
|  |             | Alisa Klejbanovová         | Alisa Klejbanovová | 6                  | 6           | 6  | 6                  |                | Zápas o 3. místo | Zápas o 3. místo | Zápas o 3. místo | Zápas o 3. místo | Zápas o 3. místo |  |        |                    |        |        |        |
|  |             | Alisa Klejbanovová         |                    |                    |             | 6  | 6                  |                |                  |                  |                  |                  |                  |  |        |                    |        |        |        |
|  | 2           | Aravane Rezaïová           | 1                  | 2                  |             |    |                    |                |                  |                  |                  |                  |                  |  | WC     | Kimiko Dateová     | 7      | 7      |        |
|  |             |                            |                    |                    |             |    |                    |                |                  |                  |                  |                  |                  |  | WC     | Daniela Hantuchová | 5      | 5      |        |

## Průběh turnaje

### 1. den (4. listopad)
| Zápasy na centrálním dvorci                    | Zápasy na centrálním dvorci | Zápasy na centrálním dvorci    | Zápasy na centrálním dvorci |
| Kolo                                           | Vítězka                     | Poražená                       | Výsledek                    |
| ---------------------------------------------- | --------------------------- | ------------------------------ | --------------------------- |
| Čtvrtfinále                                    | Ana Ivanovićová             | Anastasija Pavljučenkovová [3] | 6–0, 6–1                    |
| Čtvrtfinále1                                   | Kimiko Dateová [WC]         | Li Na [1]                      | 6–4, 3–6, 6–4               |
| 1. zápas začal v 17:30 hod 1 Ne před 20:00 hod |                             |                                |                             |

### 2. den (5. listopad)
| Zápasy na centrálním dvorci                    | Zápasy na centrálním dvorci | Zápasy na centrálním dvorci | Zápasy na centrálním dvorci |
| Kolo                                           | Vítězka                     | Poražená                    | Výsledek                    |
| ---------------------------------------------- | --------------------------- | --------------------------- | --------------------------- |
| Čtvrtfinále                                    | Alisa Klejbanovová          | Aravane Rezaïová [2]        | 6–1, 6–2                    |
| Čtvrtfinále1                                   | Daniela Hantuchová [WC]     | Yanina Wickmayerová [4]     | 6–4, 7–6(4)                 |
| 1. zápas začal v 17:30 hod 1 Ne před 20:00 hod |                             |                             |                             |

### 3. den (6. listopad)
| Zápasy na centrálním dvorci                     | Zápasy na centrálním dvorci | Zápasy na centrálním dvorci | Zápasy na centrálním dvorci |
| Kolo                                            | Vítězka                     | Poražená                    | Výsledek                    |
| ----------------------------------------------- | --------------------------- | --------------------------- | --------------------------- |
| Semifinále                                      | Ana Ivanovićová             | Kimiko Dateová [WC]         | 7–5, 6–7(5), 6–2            |
| Semifinále1                                     | Alisa Klejbanovová          | Daniela Hantuchová [WC]     | 6–3, 6–1                    |
| 1. zápas začal ve 14:00 hod 1 Ne před 16:00 hod |                             |                             |                             |

### 4. den (7. listopad)
| Zápasy na centrálním dvorci                     | Zápasy na centrálním dvorci | Zápasy na centrálním dvorci | Zápasy na centrálním dvorci |
| Kolo                                            | Vítězka                     | Poražená                    | Výsledek                    |
| ----------------------------------------------- | --------------------------- | --------------------------- | --------------------------- |
| Zápas o 3. místo                                | Kimiko Dateová [WC]         | Daniela Hantuchová [WC]     | 7–5, 7–5                    |
| Finále1                                         | Ana Ivanovićová             | Alisa Klejbanovová          | 6–2, 7–6(5)                 |
| 1. zápas začal ve 14:00 hod 1 Ne před 16:00 hod |                             |                             |                             |